# Marc Pendariès
Marc Pendariès (Parijs, 26 juni 1966) is een Franse golfprofessional. Hij speelde vanaf 1988 op de Europese PGA Tour.

## Golfer
Amateur
Op zijn 8ste verjaardag kreeg Marc zijn eerste golfclubs. Als junior golfer leek Marc een mooie toekomst tegemoet te gaan. Hij werd al gauw lid van de Golf de Saint-Nom-La-Bretèche. Hij won de Orange Bowl (WK junioren) in 1982, speelde in het nationale team en werd drie keer nationaal jeugdkampioen. Daarna studeerde hij aan de Universiteit van Houston, speelde college golf en won daar vier toernooien. In die jaren kreeg les van David Leadbetter, Jim McLean, Mike Adams en Jimmy Ballard. 
In 1985 was hij de beste amateur op het Frans Open, dat op zijn thuisbaan gespeeld werd.
Professional
In 1987 werd hij professional, hij ging naar de Tourschool en haalde zijn spelerskaart voor de Europese Tour. Daar kwam hij nooit in de top-100 van de Order of Merit. Met veel plezier speelde hij in de Pro-Ams en al gauw begon hij zich te realiseren dat les geven zijn passie werd.

In 1998 behaalde hij zijn enige overwinning op de Challenge Tour en dit gaf hem twee jaar speelrecht. In 1999 eindigde hij op de 24ste plaats, alleen in 2003 overtrof hij dat door als 23ste te eindigen. 

### Gewonnen
Verenigde Staten
- 1982: Doral-Publix Junior Golf Classic

Europese Challenge Tour
- 1998: Modena Classic Open.

### Teams
- Alfred Dunhill Cup
- World Cup:

## Golfcoach
In 2000 behaalde Pendariès zijn tweede examen om les te mogen geven. In 2004 besloot hij een eigen golfschool op te richten, de Marc Pendariès Golf Academy. Hij geeft les op de Golf de Saint-Nom-La-Bretèche en de Golf du Bois de Boulogne. Hij begeleidt ook golfreizen en in 2010 was hij toernooi-directeur van The Nile Open in Egypte.
Pendariès trouwde in 1994 met de Amerikaanse Robynne. Ze hebben een zoon en een dochter en wonen in Parijs. Hun 12-jarige zoon Adrien won in 2012 de internationale Doral-Publix Junior Golf Classic op de Doral Golf Resort & Spa, precies dertig jaar nadat zijn vader die gewonnen had.